# Андреев, Дмитрий Степанович
Дмитрий Степа́нович Андре́ев (26 сентября 1980, Элиста) — российский футболист, защитник. Мастер спорта России (2016).

## Карьера
Профессиональную карьеру начинал в элистинском «Уралане». В 2001 году выступал за «Жемчужину» из Сочи, следующий сезон провёл в тульском «Арсенале», однако уже в 2003 году вернулся в «Уралан», но матчей за клуб из Калмыкии в том сезоне не сыграл. С 2004 по 2007 годы играл в тольяттинской «Ладе». Далее следовала нижегородская «Волга», «Тюмень». С 2011 года выступает за «Оренбург».
30 июля 2016 года установил рекорд чемпионата России, сыграв свой следующий матч в чемпионате через 15 лет и 261 день после предыдущего.
После сезона 2018/19 завершил карьеру игрока и стал спортивным директором «Оренбурга».
30 августа 2024 года Комитетом по этике РФС Андреев был отстранён от футбола на 3 года (из них 2 условно) и оштрафован на 300 тысяч рублей за высказывания в резкой форме в адрес судей, а также за физическое воздействие к одному из арбитров матча 5-го тура против «Ростова».
17 декабря 2024 года покинул пост спортивного директора «Оренбурга».

## Достижения

### Командные
- Победитель ФНЛ: 2017/18.
- Победитель второго дивизиона (зона «Урал-Поволжье») (2): 2008, 2012/13.
- Обладатель кубка ФНЛ: 2015.

### Личные
- Лучший защитник зоны «Урал-Поволжье» (2): 2008, 2010[7].

## Личная жизнь
Отец — калмык, мать — русская. Младший брат Евгений (род. 1988) также футболист.